# Puente de Canímar
Die Puente de Canímar führt die Vía Blanca im Circuito Norte in der Provinz Matanzas in Kuba in rund 33 m Höhe über die Schlucht des Río Canímar. Sie steht 110 km östlich von Havanna bzw. 9 km östlich von Matanzas und ist etwa 1 km von der Bucht von Matanzas entfernt. Sie gilt als Kubas größte Brücke.

## Puente Antonio Guiteras
Sie wird auch Puente Antonio Guiteras genannt nach dem US-amerikanisch-kubanischen Politiker Antonio Guiteras Holmes (1906–1935), der nach dem Sturz des Diktators Machado im Gobierno de los Cien Días (100-Tage-Regierung) von Grau San Martin zum Innenminister ernannt wurde, nach dessen Sturz durch Batista eine revolutionäre Bewegung leitete und 1935 zusammen mit Carlos Aponte von Regierungstruppen erschossen wurde, als sie am Río Canimar auf ein Schiff nach Mexiko warteten. Über dem linken Steilhang nördlich der Brücke befindet sich eine Gedenkstätte für Guiteras und Aponte.

## Geschichte
Die Brücke war ein Teil der Vía Blanca, die ab 1944 nach dem 5-Jahresplan des kubanischen Bauministeriums der zweiten Regierung Grau San Martín gebaut wurde.
1946 entwarf Othmar Ammann eine Bogenbrücke mit 185 m Spannweite mit Vollwandbögen aus Aluminium. Sie wäre zwar etwas teurer als eine Stahlbrücke, aber in der salzigen, feucht-heißen Atmosphäre langfristig wohl günstiger gewesen.
Das Bauministerium entschied sich jedoch für eine von José Menéndez (1900–1991) entworfene Bogenbrücke mit drei Bögen aus Beton, deren Herstellung zwar große Lehrgerüste, umfangreiche Schalungen und zahlreiche Bauarbeiter erforderte, die aber damals in Kuba günstiger waren als importierter Stahl oder gar Aluminium, beides in der Nachkriegszeit teure Materialien.
Diese Brücke wurde in der Zeit von 1947 bis 1951 gebaut und am 28. Juli 1951 eröffnet.

## Beschreibung
Die 297 m lange und 16 m breite Brücke hat vier Fahrstreifen und beidseits sehr schmale Gehwege. Sie hat drei parabelförmige Bögen mit einer Stützweite von 66 m, die aus zwei sehr schlanken Betonrippen bestehen. Sie vereinigen sich erst knapp über der Wasseroberfläche mit einer ebenso schlanken Stütze, die zusammen mit je sieben weiteren den Fahrbahnträger aufständern.